# En estos días inciertos
En estos días inciertos es el quinto álbum de la banda vallisoletana de rock Celtas Cortos.
Fue publicado en 1996 por la discográfica DRO y supuso un acercamiento de la banda a sonidos más próximos al rock, dejando apartadas en mayor medida las influencias celtas que les habían acompañado en trabajos anteriores. Además, las letras se acercan en mayor medida a temas cercanos a la solidaridad y a criticar determinados aspectos de la sociedad.
El proceso de composición y grabación del disco estuvo comprendido entre octubre de 1995 y febrero de 1996, durante el cual decidieron eliminar algunas canciones por considerar que podía ser un disco de música con una duración demasiado elevada.
Este álbum supone una ruptura con el estilo mostrado por el grupo en álbumes anteriores, al incorporar otro tipo de sonidos. Esto provoca ciertas tensiones entre algunos de los miembros del grupo, provocadas también por el descenso de ventas respecto los álbumes anteriores.

## Curiosidades
La portada del álbum reproducía una fotografía publicada en 1933 por El Heraldo de Aragón relativa a la sublevación anarquista de 1933 en Zaragoza.

## Lista de canciones
1. No nos podrán parar (04:22)
Letra Jesús Hernández Cifuentes. Música: Jesús Hernández Cifuentes.
2. Malos y cobardes (04:00)
Letra Jesús Hernández Cifuentes. Música: Jesús Hernández Cifuentes.
3. El ladrón de melodías (02:32)
Música: Carlos Soto, Óscar García, Nacho Castro.
4. En estos días inciertos (04:48)
Letra Jesús Hernández Cifuentes. Música: Jesús Hernández Cifuentes.
5. Siempre tarde (03:39)
Letra Jesús Hernández Cifuentes. Música: Jesús Hernández Cifuentes.
6. Cucharas (03:16)
Música: Alberto García.
7. El emigrante (04:04)
Letra Jesús Hernández Cifuentes. Música: Jesús Hernández Cifuentes.
8. Cálida trinchera (04:29)
Letra Jesús Hernández Cifuentes. Música: Jesús Hernández Cifuentes.
9. Horror vacui (03:54)
Música: Alberto García.
10. Skaparate nacional (03:04)
Letra Goyo Yeves. Música: Alberto García.
11. Irlandalusi (02:58)
Música: Tradicional / Jesús Prieto.
12. Legión de mudos (04:18)
Letra Jesús Hernández Cifuentes. Música: Jesús Hernández Cifuentes.
13. Pesadilla o realidad? (04:33)
Letra Jesús Hernández Cifuentes. Música: Jesús Hernández Cifuentes.
14. Ilusiones (07:16)
Música: Jesús Prieto.

## Créditos
Grabado en El Cortijo (San Pedro de Alcántara), 
Mezclado en Red Led y estudios Box (Madrid) por Eugenio Muñoz en febrero y marzo de 1996.
- Productor : Eugenio Muñoz
- Ingeniero de sonido de mezclas en Red Led: Ángel Martos.
- “Skaparate nacional” e “Ilusiones” mezcladas por Ángel Martos.
- Masterizado por Howie Weinberg en MasterDisk (Nueva York).
- Productor artístico: Eugenio Muñoz
- Ingenieros de sonido: Eugenio Muñoz y Angel Martos
- Fotografías de los interiores y contraportada: Javier Salas.
- Fotografías de Pitti y Eduardo: Carlos Soto.
- Fotografía de la portada: Sublevación anarquista en Zaragoza 9/12/1933 por Miguel Marín Chivite (Heraldo de Aragón).
- Diseño de álbum: Manolo Gil.
- Managuer: Eduardo Pérez.

Músicos
- Carlos Soto – Flauta, mandolina, charango y whistle.
- Jesús H. Cifuentes – Voz y guitarras.
- Nacho Castro: Batería y voz en “Siempre tarde”.
- Oscar García: Bajo.
- Nacho Martín: Teclados y acordeón.
- Goyo Yeves: Saxos y whistle.
- Alberto García: Violín y trombón.

Colaboraciones
- Jesús Prieto “Pitti”: Guitarras acústicas, eléctricas y española.
- Ronan Le Bars: Uilean Pipe.
- Leoni Woodin: Zamfona.
- Mariano Lozano: Programaciones.
- Luis Camino y Jexus Alkain: Txalaparta.
- Javier Ruibal: Voz en “Cálida trinchera”.
- Tito Duarte: Percusión.
- Rodnet D´Assis: Percusión brasileña.
- Diego Cebrián: Trompeta.
- Álvaro Arribas: Saxo Tenor.
- Jim Kashishian, Antonio Moltó, Patxi Urtxegui y Andrés Gómez: Vientos en “El emigrante”.